# زراعة ألغام

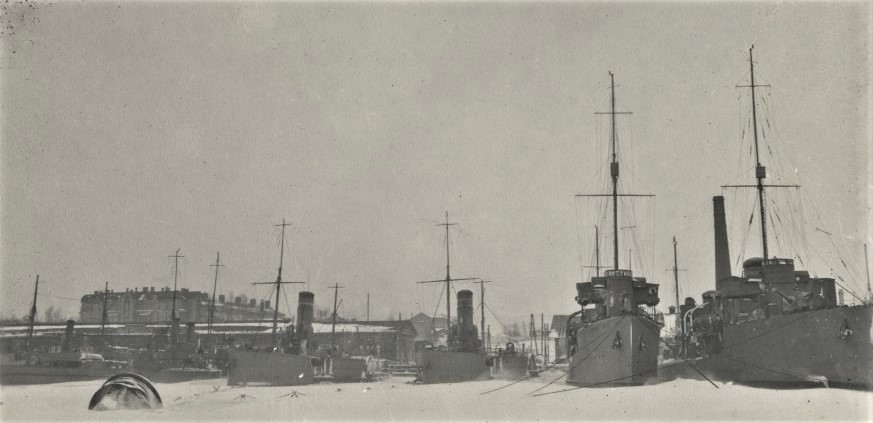
السفن الحربية الإستونية البحرية في وار هاربور في الشتاء. من اليمين: كاسحات ألغام (مدمرات) "فامبولا" ، "طائرة" ، كاسحات ألغام "ريستنا" ، "سوروب" ، سفينة دعم "جان بوسكا" ، قارب طوربيد "سوليف"

زراعة الألغام هي عملية نشر الألغام المتفجرة. تاريخيا نفذت عمليات زراعة الالغام من قبل السفن والغواصات والطائرات. يمكن بث الألغام من جميع السفن الحربية وكذلك من الغواصات والطائرات ويمكن أيضا بثها من السفن التجارية. اللغم هو السلاح الوحيد الممكن استخدامة ضد جميع أنواع السفن الحربية والتجارية الصغيرة والكبيرة وكذلك الغواصات. تسمى السفن المخصصة فقط لبث الالغام Mine Layer. تتميز الألغام بعدم حاجتها لى طاقم بشرى في تنفيذ مهمتة بل ولا يحتاج أيضا إلى وحدة بحرية لتتابع تنفيذ المهمة كما يعتبر من أهم مميزات هذه الألغام انخفاض التكلفة الشديد.